# Ташо Динев
Ташо (Ташко, Тасе) Костадинов (Динев, Динов) Майнов е български революционер, деец на Вътрешната македоно-одринска революционна организация.

## Биография
Ташо Динев е роден през 1879 година във воденското село Вълкоянево, тогава в Османската империя. Присъединява се към ВМОРО и в 1902 година е четник на Кара Ташо. На следната 1903 година е в четата на Лука Иванов, а в 1904 година е при Никола Иванов. По-късно до 1906 година е в четата на Димитър Занешев.
При избухването на Балканската война е доброволец в Македоно-одринското опълчение, в четата на Дякон Евстатий, Трета рота на Четиринадесета воденска дружина, Сборна партизанска рота на МОО.
На 10 март 1943 година, като жител на София, подава молба за народна пенсия, която е одобрена и отпусната от Министерския съвет на Царство България.